# 金井 (町田市)
金井（かない）は、東京都町田市の町名。現行行政地名は金井一丁目から金井八丁目。一丁目及び四丁目から八丁目は住居表示区域、二丁目及び三丁目は未実施区域である。郵便番号は195-0072。

## 地理
町田市の中部に位置する。東は金井ヶ丘、西は藤の台、金井町、薬師台、野津田町、南は藤の台、金井ヶ丘、北は大蔵町、薬師台と接している。

### 河川
- 金井川 - 鶴見川の支流。金井2、4、5丁目内を流れる。
- 木倉川 - 鶴見川の支流。金井8丁目内を流れる。

### 地価
住宅地の地価は、2014年（平成26年）1月1日の公示地価によれば、金井3丁目14番19の地点で14万2000円/m2となっている。

## 歴史
元は金井町の一部であった。1990年に金井町の一部から金井一丁目が新設されて以降、計四回にわたり町名変更（一部は住居表示実施）されて現在の形となった。

### 地名の由来
金井町を参照。

### 沿革
- 1990年（平成2年）7月16日 - 金井町の一部で住居表示を実施、金井一丁目を新設。
- 1991年（平成3年）10月12日 - 金井町の一部より金井二丁目を新設。
- 1994年（平成6年）
  - 1月15日 - 金井町の一部より金井三丁目を新設。金井町の一部を薬師台三丁目に編入。
  - 7月18日 - 金井町、大蔵町の一部で住居表示を実施、金井四〜八丁目を新設。

## 世帯数と人口
2018年（平成30年）1月1日現在の世帯数と人口は以下の通りである。
| 丁目       | 世帯数    | 人口     |
| ---------- | --------- | -------- |
| 金井一丁目 | 729世帯   | 1,707人  |
| 金井二丁目 | 548世帯   | 1,350人  |
| 金井三丁目 | 575世帯   | 1,426人  |
| 金井四丁目 | 408世帯   | 1,003人  |
| 金井五丁目 | 621世帯   | 1,619人  |
| 金井六丁目 | 701世帯   | 1,765人  |
| 金井七丁目 | 387世帯   | 907人    |
| 金井八丁目 | 593世帯   | 1,474人  |
| 計         | 4,562世帯 | 11,251人 |

## 小・中学校の学区
市立小・中学校に通う場合、学区は以下の通りとなる。
| 丁目       | 番・番地等       | 小学校               | 中学校             |
| ---------- | ---------------- | -------------------- | ------------------ |
| 金井一丁目 | 全域             | 町田市立藤の台小学校 | 町田市立薬師中学校 |
| 金井二丁目 | 4～27番 32～38番 | 町田市立金井小学校   | 町田市立金井中学校 |
| 金井二丁目 | 1～3番 28～31番  | 町田市立藤の台小学校 | 町田市立金井中学校 |
| 金井三丁目 | 全域             | 町田市立藤の台小学校 | 町田市立金井中学校 |
| 金井四丁目 | 全域             | 町田市立大蔵小学校   | 町田市立金井中学校 |
| 金井五丁目 | 全域             | 町田市立藤の台小学校 | 町田市立金井中学校 |
| 金井六丁目 | 全域             | 町田市立大蔵小学校   | 町田市立金井中学校 |
| 金井七丁目 | 全域             | 町田市立金井小学校   | 町田市立金井中学校 |
| 金井八丁目 | 全域             | 町田市立金井小学校   | 町田市立金井中学校 |

## 交通

### 鉄道
小田急小田原線 鶴川駅もしくは玉川学園前駅が最寄駅である。

### 路線バス
神奈川中央交通により、以下の路線が運行されている。
- 「金井」バス停留所などから町田バスセンター行き、鶴川駅行きなどがある。
- 「遊歩公園」バス停留所などから町田バスセンター行きなどがある。

### 道路
- 東京都道3号世田谷町田線（鶴川街道）
- 東京都道18号府中町田線（鎌倉街道）
- 薬師金井通り
- 薬師台通り

## 施設
教育
- 中学校
  - 町田市立金井中学校
  - 町田市立薬師中学校

商業
- スーパー三和金井店
- クリエイトSD町田金井店
- クリエイトSD町田金井木倉店
- ツルハドラッグ町田金井店
- ジョーシン鶴川店
- ダイソー町田金井店

公園・スポーツ施設
- 金井遊歩公園
- 金井三緑地
- 金井スポーツ広場